# James Fitzsimmons (homme politique)
Pour les articles homonymes, voir James Fitzsimmons et Fitzsimmons.
James Fitzsimmons (9 novembre 1870-20 octobre 1948) est un homme politique canadien de la Colombie-Britannique. Il est député provincial conservateur de la circonscription britanno-colombienne de Kaslo-Slocan de 1928 à 1933,,.